# پیچ‌زبان‌سانیان
پیچ‌زبان‌سانیان (نام علمی: Glossata) نام یک زیرراسته از راسته پروانه‌سانان است.